# Jesús Blanco Villar
Jesús Blanco Villar (Rois, 26 de março de 1962) é um ex-ciclista espanhol, profissional entre os anos 1982 e 1998.
Seu melhor ano como profissional foi, sem dúvida, em 1985, ano que conseguiu vencer na Volta a Galiza e na Volta a Valência, ainda que as suas melhores vitórias chegaram na Volta a Espanha de 1986, onde conseguiu duas etapas, se vestindo inclusive uma etapa de líder e, a etapa conseguida na Vuelta de 1987.
Depois de abandonar o ciclismo profissional, converteu-se em diretor desportivo de alguns clubes de ciclismo locais. Foi um dos diretores desportivos do Xacobeo Galicia. Desde 2014, é o diretor do Clube Ciclista Padrones-Aluminios Cortizo.

## Palmarés
- 1984
  - 1 etapa da Volta à Catalunha

- 1985
  - 1 etapa na Volta à Andaluzia.
  - Volta às Astúrias, mais 2 etapas
  - Volta a Castela e Leão, mais 1 etapa
  - Volta à Comunidade Valenciana, mais 2 etapas
  - 1 etapa da Volta a Múrcia
  - Volta a Galiza, mais 2 etapas

- 1986
  - 1 etapa da Volta a Burgos
  - 2 etapas da Volta a Espanha

- 1987
  - 1 etapa da Volta a Galiza
  - Volta a Cantábria, mais 2 etapas
  - 1 etapa da Volta à Andaluzia
  - 1 etapa da Volta a Espanha
  - 1 etapa da Volta à Andaluzia

- 1988
  - G. P. Cuprosan

- 1990
  - Memorial Manuel Galera

- 1991
  - Volta ao Alentejo

- 1995
  - 1 etapa na Volta de Alto Douro

- 1996
- Circuito de Rio Maior
- Volta às Terras de Santa Maria Feira

- 1997
  - 1 etapa do G. P. Sport Notícias
  - 1 etapa em G. P. do Minho
  - G. P. Gondomar, mais 1 etapa

- 1998
  - Circuito de Rio Maior
  - Prémio de Abertura

## Resultados nas Grandes Voltas
| Corrida         | 1983 | 1984 | 1985 | 1986 | 1987 | 1988 | 1989 | 1990 | 1991 | 1992 | 1993 |
| --------------- | ---- | ---- | ---- | ---- | ---- | ---- | ---- | ---- | ---- | ---- | ---- |
| Giro d'Italia   | -    | -    | -    | -    | -    | -    | 25.º | -    | -    | -    | -    |
| Tour de France  | -    | -    | -    | 25.º | Ab.  | 35.º | -    | -    | -    | -    | -    |
| Volta a Espanha | 45.º | 30.º | -    | 16.º | 25.º | 7.º  | 16.º | -    | 16.º | 36.º | 25.º |